# Tierra de Alba (Salamanca)

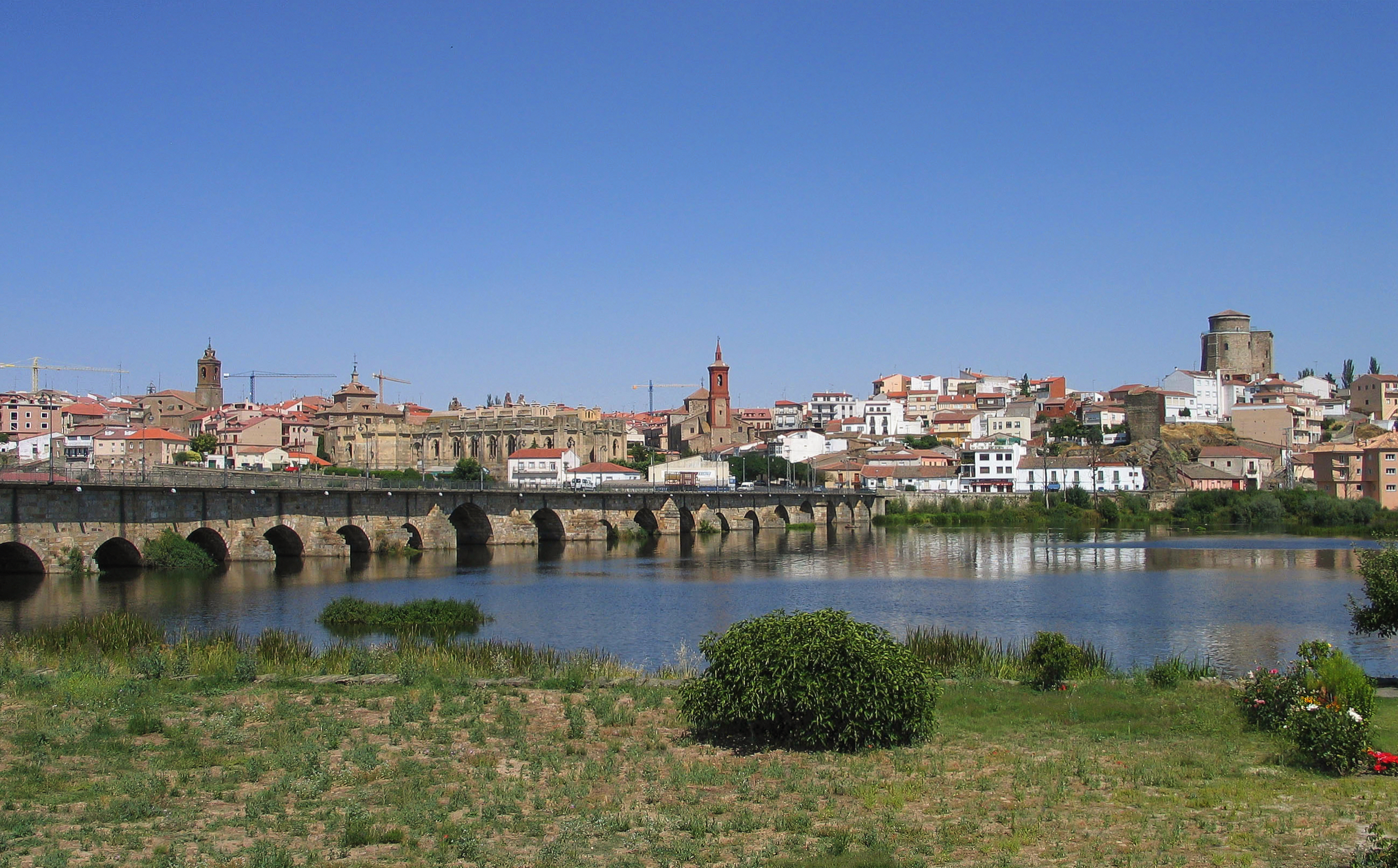
Alba de Tormes, a capital comarcal.

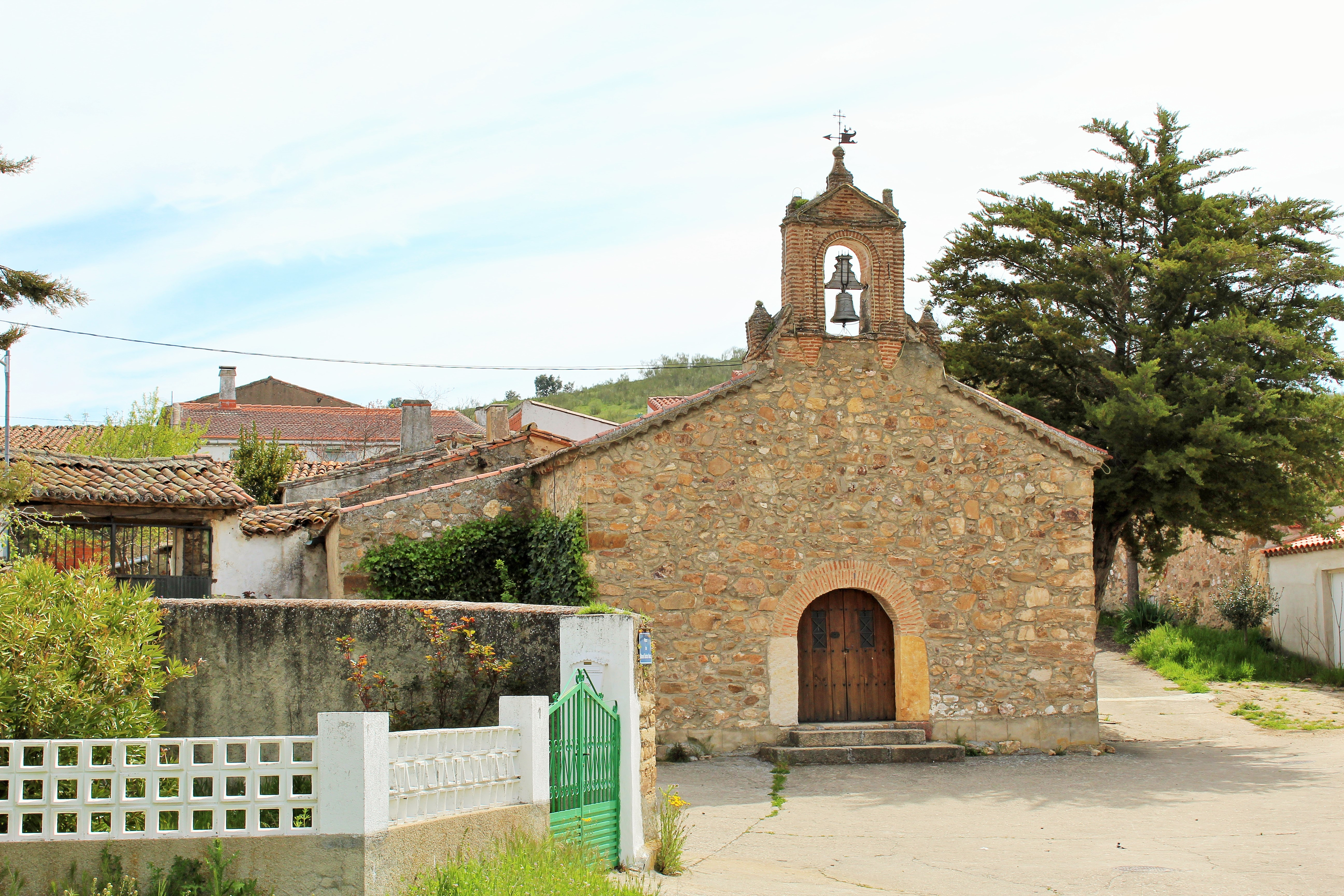
Igreja de Beleña.

A Tierra de Alba (também conhecida como Campo de Alba) é uma comarca da província de Salamanca, na comunidade autónoma de Castela e Leão, Espanha. Os seus limites não se correspondem com uma divisão administrativa, mas com uma demarcação histórico-tradicional.

## Geografia

### Demarcação
Compreende 28 concelhos: Alba de Tormes, Aldeaseca de Alba, Anaya de Alba, Armenteros, Beleña, Buenavista, Chagarcía Medianero, Coca de Alba, Éjeme, Encinas de Arriba, Fresno Alhándiga, Gajates, Galinduste, Galisancho, Garcihernández, Horcajo Medianero, Larrodrigo, La Maya, Martinamor, Navales, Pedraza de Alba, Pedrosillo de Alba, Pelayos, Peñarandilla, Sieteiglesias de Tormes, Terradillos, Valdecarros e Valdemierque.